# تپه آلاله
تپه آلاله مربوط به [[تاریخ ایران پس از اسلام|دوران‌های تاریخی پس از اسلام است و در شهرستان فراهان،روستای مخلص آباد واقع شده و این اثر در تاریخ ۱۹ مرداد ۱۳۸۴ با شمارهٔ ثبت ۱۲۸۴۶ به‌عنوان یکی از آثار ملی ایران به ثبت رسیده است.